# Număr decagonal
Un număr decagonal este un număr figurativ care extinde conceptele de număr triunghiular și număr pătrat până la decagon (poligon cu zece laturi). Spre deosebire de numerele triunghiulare și pătrate, modelele implicate în construcția numerelor decagonale nu sunt simetrice rotațional. Mai exact, al n-lea număr decagonal este numărul de puncte dintr-un model de n decagoane imbricate, toate având un vârf (colț) comun, unde al i-lea decagon al modelului are laturile formate din punctele i distanțate la o unitate unul de celălalt. Numărul decagonal Dn este dat de următoarea formulă:
{\displaystyle D_{n}=n(4n-3)=4n^{2}-3n}
Al n-lea număr decagonal poate fi calculat și prin adăugarea pătratului lui n la de trei ori al (n−1)-lea număr pronic.
Primii termeni ai șirului de numere decagonale sunt:
0, 1, 10, 27, 52, 85, 126, 175, 232, 297, 370, 451, 540, 637, 742, 855, 976, 1105, 1242, 1387, 1540, 1701, 1870, 2047, 2232, 2425, 2626, 2835, 3052, 3277, 3510, 3751, 4000, 4257, 4522, 4795, 5076, 5365, 5662, 5967, 6280, 6601, 6930, 7267, 7612, 7965, 8326.

## Proprietăți
- Paritatea numerelor decagonale alternează consistent.

Relația dintre numerele decagonale și cele triunghiulare.
Numerele triunghiulare sunt generate de relația:
{\displaystyle T_{n}={\frac {n(n+1)}{2}}}
Ca urmare, există relația:
{\displaystyle D_{n}=8T_{n-1}+n.}